# Fürschießer
Der Fürschießer ist ein 2271 m ü. NHN hoher Nebengipfel der Öfnerspitze in den Allgäuer Alpen. Zusammen mit der etwa 200 m südlich gelegenen, 2264 m ü. NHN hohen Kammerhebung, die nach ihrem Südwesthang als Schafberg bezeichnet wird, hat er die Anmutung eines Grasberg-Doppelgipfels.

## Lage und Umgebung
Er liegt zwischen dem Traufbach- und Sperrbachtal. Über den Fürschießersattel (2206 m) ist er mit der Hornbachkette verbunden. Nach Südosten schließt sich der Krottenspitz-Grat zur Krottenspitze (2551 m) hin an. Trotz der wenig ausgeprägten Gipfelpunkte (2271 m und 2264 m) ist der Kammabschnitt des Fürschießers und Schafbergs aufgrund der glatten, aber steilen Grasflächen, besonders aber durch seine gratartigen und weit herabziehenden Rücken herausstechend im Oberstdorfer Gebirgspanorama. Die bekanntesten Grate sind der Rücken über den Krummenstein (2088 m), der Schwärzgerrücken und der Warmatsrücken.

## Namensherkunft
Erstmals erwähnt wurde der Fürschießer 1500 im Jagdbuch des Kaisers Maximilian als Vierschoeß und Vierschoessen. Auch im Atlas Tyrolensis von 1774 ist er verzeichnet, dieses Mal jedoch als Schafberg. Die Namensherkunft ist eine Verknüpfung des Wortes „Fürschöß“ in der Bedeutung Vorsprünge oder vorspringende Grate und „Schißar“, was „der Steine, Lawinen herablässt“ bedeutet. Letztes bezieht sich auf die Nordwestflanke, die bereits 1379 in einer Urkunde als Scheißerwand verzeichnet ist.

## Besteigung
Auf den Fürschießer führt kein markierter Weg. Er ist jedoch auf Pfadspuren vom Fürschießersattel, über den der vom Höhenweg von der Kemptner Hütte zum Prinz-Luitpold-Haus verläuft, erreichbar. Die anderen Anstiegsmöglichkeiten bilden die steilen Grasgrate, die aber erfahrenen Bergsteigern vorbehalten sind, da sie Trittsicherheit und Schwindelfreiheit erfordern, besonders der Weg über den Krummenstein, an dem eine Kletterstelle im I. Grad zu überwinden ist. Die Einstiege zu den Graten sind schwer zu finden.

## Botanik
Obwohl Fürschießer und Schafberg den Charakter eines Grasbergs haben, ist ihre Botanik im Vergleich zu Höfats oder Schneck weniger reichhaltig.
Besonders in Gipfelnähe erkennt man größere Erosionsflächen. Grund für die Erosion war eine übermäßige Beweidung mit Schafen, die dann behördlich untersagt wurde. Der Biologe Karl Partsch unternahm in den 1980er Jahren einen Feldversuch mit dem Ziel herauszufinden, wie die Erosionsflächen wieder geschlossen werden könnten. Um der Erosion entgegenzuwirken, wurden Ableger des sich vegetativ ohne Samen vermehrenden Alpen-Rispengrases gesammelt und dann in Gärtnereien zu Topfballen herangezogen. Weitere Versuchpflanzen waren Straußgräser, Gemsen-Schwingel, Braune Hainsimsen, Alpen-Lieschgras, Läger-Rispengras sowie Alpen-Gänsekresse und Gämskresse. Anschließend wurden diese in den Boden gesetzt und bekamen Jutematten zur Unterstützung übergelegt, was die Anlagerung von Humus erleichtern sollte. Angelegt wurde die Versuchsflächen am Fürschießer 1985–1987, sie hatten eine Neigung von 25 bis 30 Grad und eine Ausdehnung von 1300 m². Zunächst wurden die Zöglinge mit der Materialseilbahn zur Kemptner Hütte transportiert und dann hochgetragen, 1986 und 1987 wurde der Transport direkt auf den Berg in eine Übung der Bundeswehr integriert. Pro Quadratmeter wurden bis zu zwölf Pflanzen gesetzt. Zum Vergleich der Wirkung des Jute-Erosionsgewebes wurde an einigen Flächen auch darauf verzichtet. Verpflanzt wurden 27.000 Zöglinge.
Die auf der Nordseite des Fürschießers liegende Hierenalpe ist schon seit vielen Jahrzehnten nicht mehr bewirtschaftet.

## Bilder

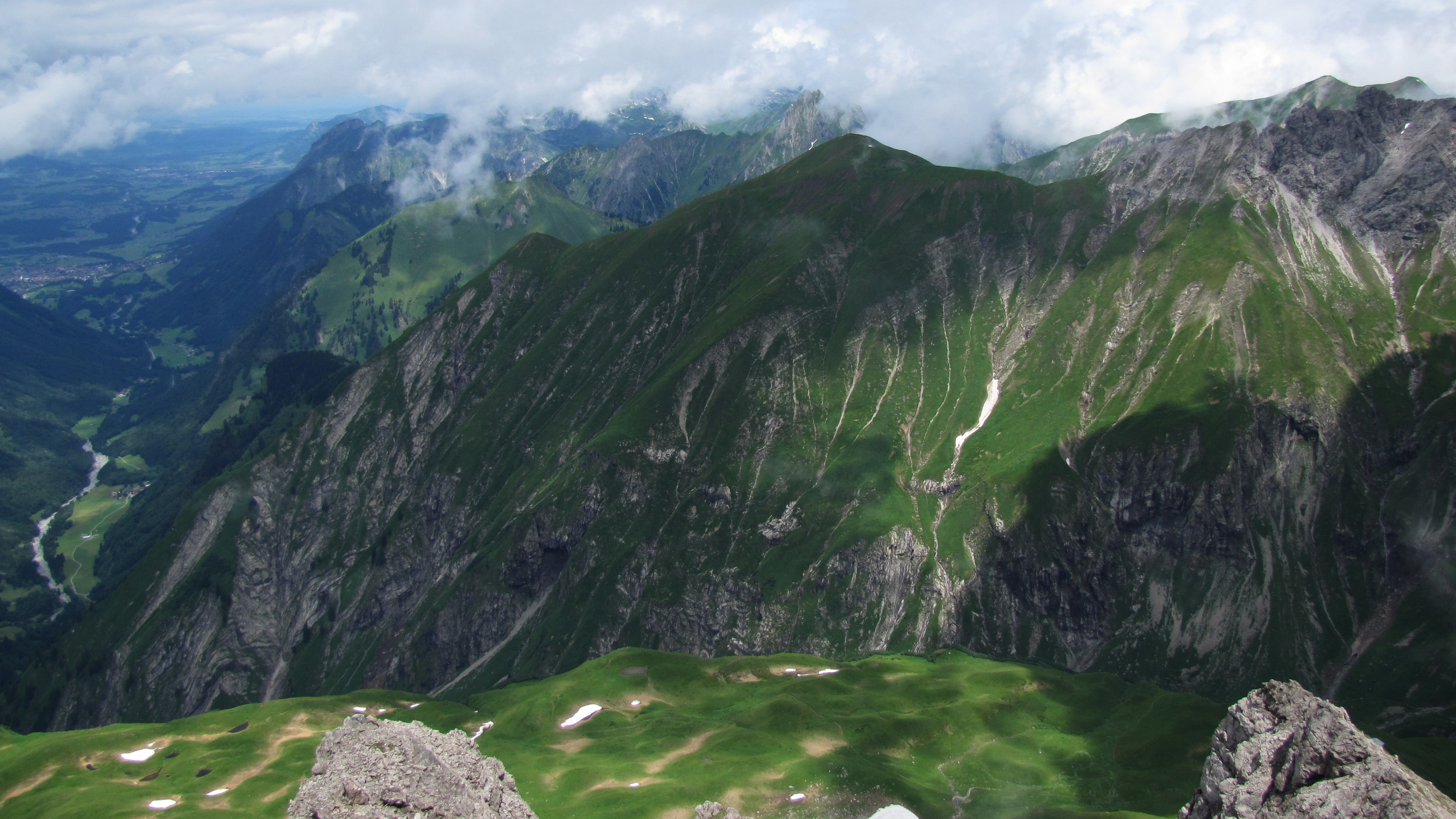
Südwestflanke
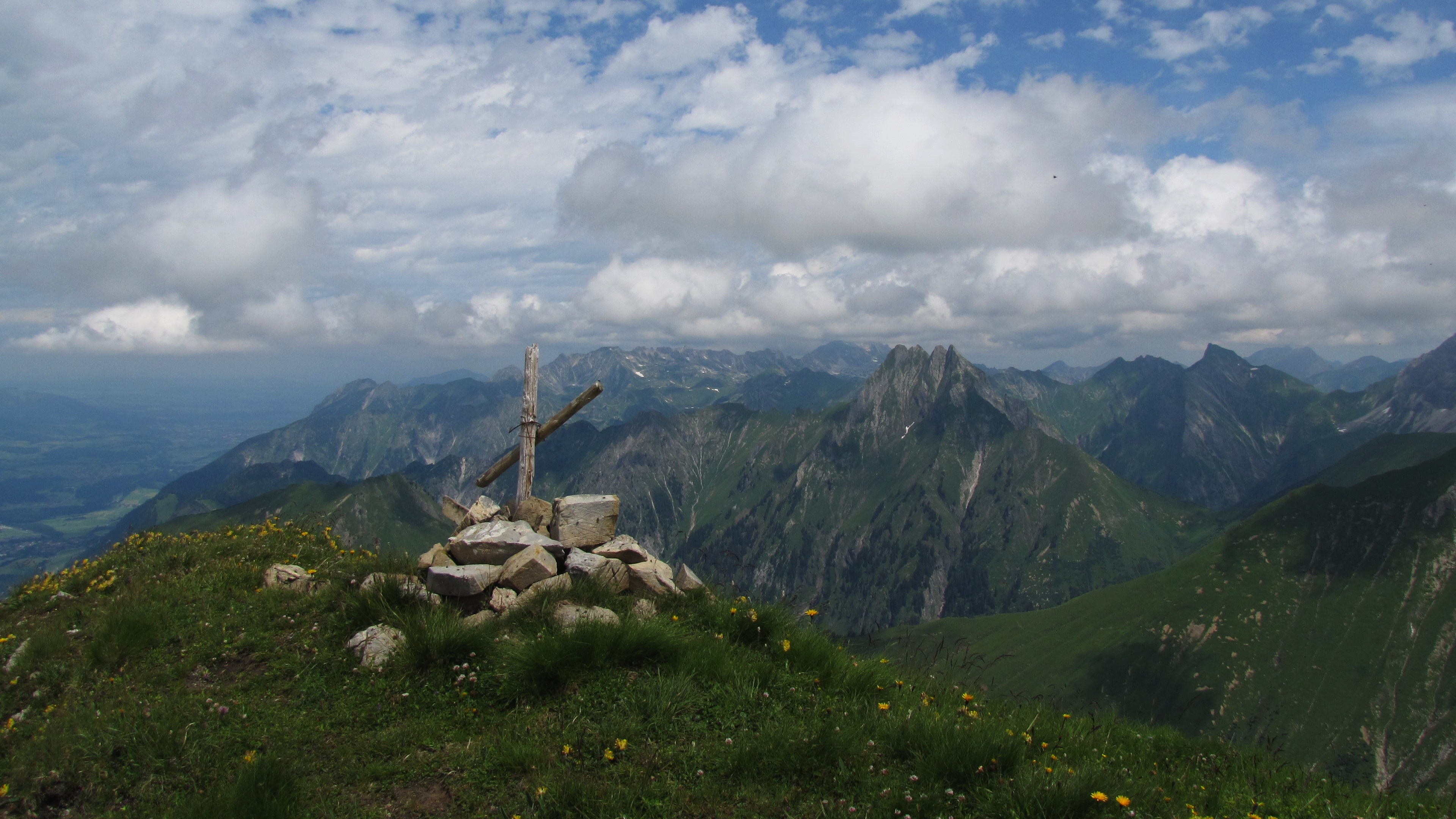
Gipfel
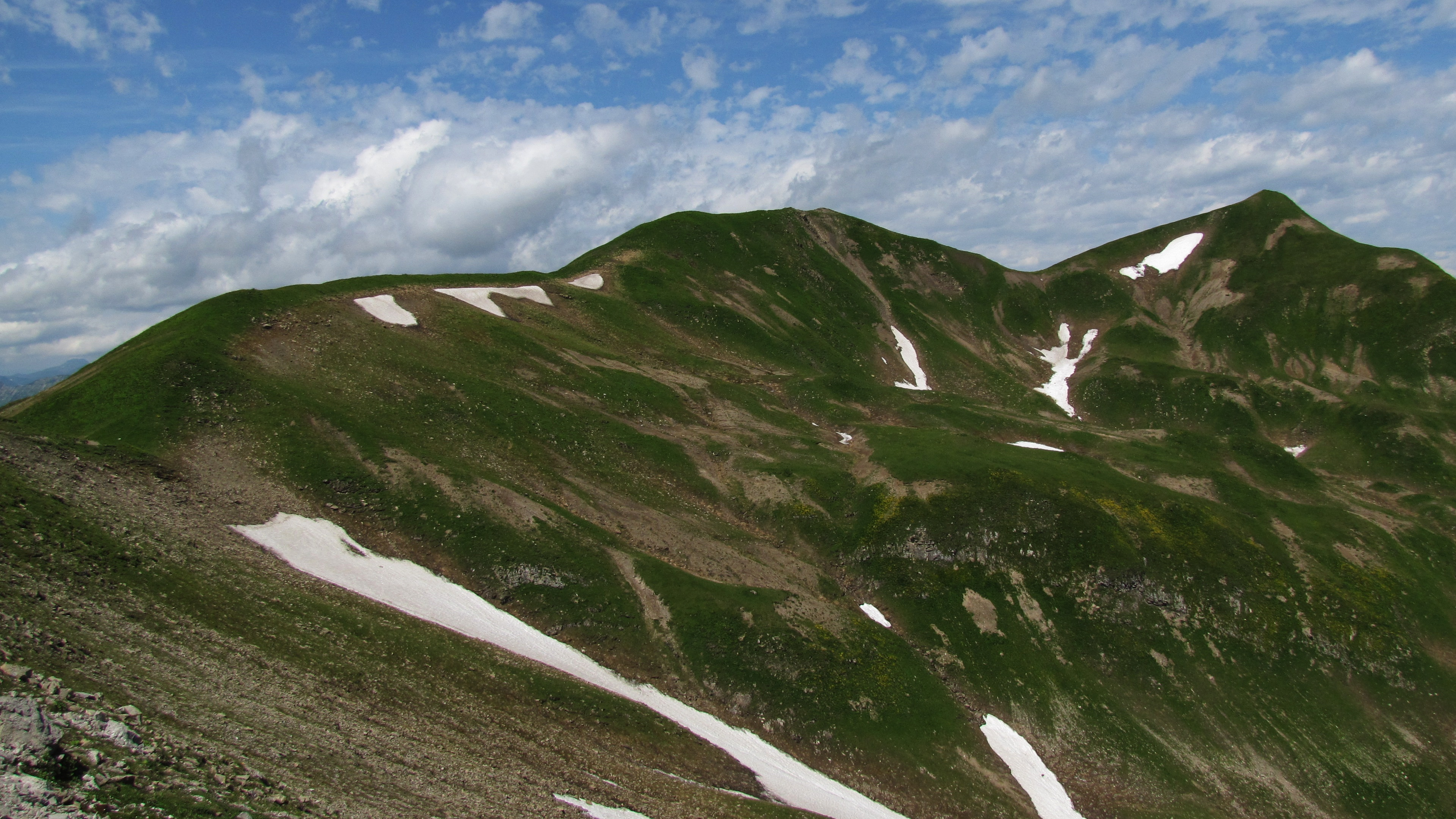
Ostflanke mit Erosionsflächen
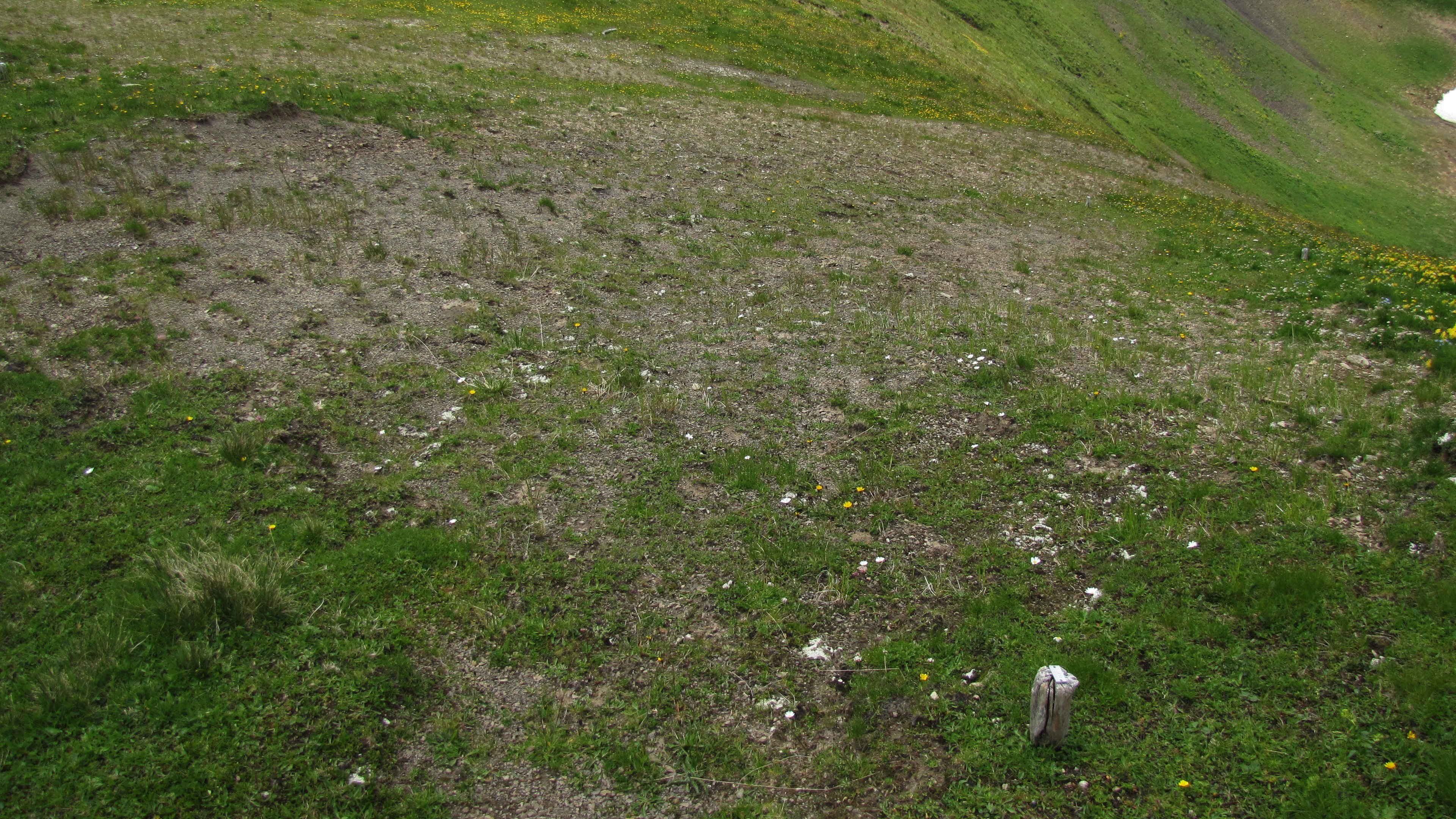
Feldversuchsfläche